# Coppa dei Caraibi 2008
La Coppa dei Caraibi 2008 (Digicel Caribbean Cup 2008) fu la ventunesima edizione della Coppa dei Caraibi (la quindicesima con la nuova denominazione), competizione calcistica per nazione organizzata dalla CFU. La competizione si svolse in Giamaica dal 3 dicembre al 14 dicembre 2008 e vide la partecipazione di otto squadre: Antigua e Barbuda, Barbados, Cuba, Giamaica, Grenada, Guadalupa, Haiti e Trinidad e Tobago. Il torneo valse anche come qualificazione per la CONCACAF Gold Cup 2009.
La CFU organizzò questa competizione come CFU Championship dal 1978 al 1988; dal 1989 al 1990 sotto il nome di Caribbean Championship; dall'edizione del 1991 a quella del 1998 cambiò nome e divenne Shell Caribbean Cup; le edizioni del 1999 e del 2001 si chiamarono Caribbean Nations Cup; mentre dal 2005 al 2014 la competizione si chiamò Digicel Caribbean Cup; nell'edizione del 2017 il suo nome è stato Scotibank Caribbean Cup.

## Formula
- Qualificazioni

Giamaica (come paese ospitante) e Haiti (come campione in carica) sono qualificati direttamente. Rimangono 20 squadre per 6 posti disponibili per la fase finale. Le qualificazioni si dividono in due fasi:
Prima fase - 16 squadre, divisi in 5 gruppi, giocano partite di sola andata, le prime classificate e le quattro migliori seconde classificate si qualificano alla seconda fase.
Seconda fase - 12 squadre, divisi in 3 gruppi, giocano partite di sola andata, le prime e le seconde classificate si qualificano alla fase finale.
- Fase finale

Fase a gruppi - 8 squadre, divise in due gruppi da quattro squadre. Giocano partite di sola andata, le prime due classificate si qualificano alle semifinali.
Fase a eliminazione diretta - 4 squadre, giocano partite di sola andata. La vincente si laurea campione CFU. Le quattro semifinaliste si qualificano alla fase finale della CONCACAF Gold Cup 2009.

## Squadre partecipanti
| Pr. | Squadra           | Data di qualificazione certa | Partecipante in quanto                                            | Partecipazioni precedenti al torneo                                                                                   | Ultima presenza                 |
| --- | ----------------- | ---------------------------- | ----------------------------------------------------------------- | --- | ------------------------------- |
| 1   | Giamaica          | -                            | Rappresentativa della nazione organizzatrice della fase finale    | 11 (1990, 1991, 1992, 1993, 1995, 1996, 1997, 1998, 1999, 2001, 2005)                                                 | Barbados 2005                   |
| 2   | Haiti             | 23 gennaio 2007              | Rappresentativa della nazione detentrice del titolo               | 8 (1978, 1979, 1994, 1996, 1998, 1999, 2001, 2007)                                                                    | Trinidad e Tobago 2007          |
| 3   | Guadalupa         | 13 ottobre 2008              | 1º classificato del Gruppo 1 della seconda fase di qualificazione | 8 (1981, 1985, 1988, 1989, 1992, 1994, 1999, 2007)                                                                    | Trinidad e Tobago 2007          |
| 4   | Grenada           | 15 ottobre 2008              | 2º classificato del Gruppo 1 della seconda fase di qualificazione | 4 (1989, 1990, 1997, 1999)                                                                                            | Trinidad e Tobago 1996          |
| 5   | Cuba              | 27 ottobre 2008              | 1º classificato del Gruppo 2 della seconda fase di qualificazione | 8 (1991, 1992, 1995, 1996, 1999, 2001, 2005, 2007)                                                                    | Trinidad e Tobago 2007          |
| 6   | Barbados          | 27 ottobre 2008              | 2º classificato del Gruppo 2 della seconda fase di qualificazione | 7 (1985, 1989, 1990, 1994, 2001, 2005, 2007)                                                                          | Trinidad e Tobago 2007          |
| 7   | Trinidad e Tobago | 7 novembre 2008              | 1º classificato del Gruppo 3 della seconda fase di qualificazione | 19 (1978, 1979, 1981, 1983, 1988, 1989, 1990, 1991, 1992, 1993, 1994, 1995, 1996, 1997, 1998, 1999, 2001, 2005, 2007) | Trinidad e Tobago 2007          |
| 8   | Antigua e Barbuda | 9 novembre 2008              | 2º classificato del Gruppo 3 della seconda fase di qualificazione | 7 (1978, 1983, 1988, 1992, 1995, 1997, 1998)                                                                          | Giamaica-Trinidad e Tobago 1998 |

Nella sezione "partecipazioni precedenti al torneo", le date in grassetto indicano che la nazione ha vinto quella edizione del torneo, mentre le date in corsivo indicano la nazione ospitante.

## Fase finale

### Fase a gruppi

#### Gruppo A
| Arbitro: | Forde |

|           |           |           |
| Norde 53’ | Marcatori | 72’ Byers |

| Arbitro: | Brizan |

|            |           |                          |
| Hanany 27’ | Marcatori | 8’ Fernández 74’ Linares |

| Arbitro: | Campbell |

|                                   |           |  |
| Márquez 7’ Linares 21’ Colomé 35’ | Marcatori |  |

| Arbitro: | Taylor |

|                                  |           |                                              |
| Boucicaut 45’ (rig.) Raymond 68’ | Marcatori | 14’ Antoine-Curier 17’ Niçoise 90’ Lambourde |

| Arbitro: | Brizan |

|  |           |               |
|  | Marcatori | 37’ Boucicaut |

| Arbitro: | Campbell |

|               |           |                               |
| Byers 35’ 81’ | Marcatori | 1’ Antoine-Curier 62’ Gendrey |

| Pos | Squadra           | P.ti | G | V | N | P | GF | GS | DR |
| --- | ----------------- | ---- | - | - | - | - | -- | -- | -- |
| 1   | Cuba              | 6    | 3 | 2 | 0 | 1 | 5  | 2  | +3 |
| 2   | Guadalupa         | 4    | 3 | 1 | 1 | 1 | 6  | 6  | 0  |
| 3   | Haiti             | 4    | 3 | 1 | 1 | 1 | 4  | 4  | 0  |
| 4   | Antigua e Barbuda | 2    | 3 | 0 | 2 | 1 | 3  | 6  | -3 |

Cuba e Guadalupa qualificate alle semifinali.

#### Gruppo B
| Arbitro: | Aguilar |

|                        |           |              |
| Austin 76’ Shelton 82’ | Marcatori | 45’ Williams |

| Arbitro: | James |

|         |           |                      |
| Leo 70’ | Marcatori | 36’ Bain 90’ Charles |

| Arbitro: | Moreno Salazar |

|                                                 |           |  |
| Vernan 6’ Shelton 18’ Williams 53’ Phillips 78’ | Marcatori |  |

| Arbitro: | Jauregui Santillian |

|               |           |                                  |
| Goodridge 17’ | Marcatori | 42’ (rig.) 73’ (rig.) Mc Farlane |

| Arbitro: | Moreno Salazar |

|            |           |                |
| Vernan 46’ | Marcatori | 80’ Mc Farlane |

| Arbitro: | Aguilar |

|                             |           |                  |
| Bain 11’ 26’ 77’ Julien 20’ | Marcatori | 71’ 79’ Williams |

| Pos | Squadra           | P.ti | G | V | N | P | GF | GS | DR |
| --- | ----------------- | ---- | - | - | - | - | -- | -- | -- |
| 1   | Giamaica          | 7    | 3 | 2 | 1 | 0 | 7  | 2  | +5 |
| 2   | Grenada           | 6    | 3 | 2 | 0 | 1 | 6  | 7  | -1 |
| 3   | Trinidad e Tobago | 4    | 3 | 1 | 1 | 1 | 4  | 4  | 0  |
| 4   | Barbados          | 0    | 3 | 0 | 0 | 3 | 4  | 8  | -4 |

Giamaica e Grenada qualificate alle semifinali.

### Fase a eliminazione diretta

#### Tabellone
|  | Semifinali | Semifinali | Semifinali |         |          | Finale          | Finale          | Finale          |  |
|  |            |            |            |         |          |                 |                 |                 |  |
|  | Cuba       | Cuba       | 2 (5)      |         |          |                 |                 |                 |  |
|  | Cuba       | Cuba       | 2 (5)      |         |          |                 |                 |                 |  |
|  | Grenada    | Grenada    | 2 (6)      |         |          |                 |                 |                 |  |
|  | Grenada    | Grenada    | 2 (6)      |         | Giamaica | Giamaica        | 2               |                 |  |
|  |            |            |            |         | Giamaica | Giamaica        | 2               |                 |  |
|  |            |            | Grenada    | Grenada | 0        |                 |                 |                 |  |
|  | Giamaica   | Giamaica   | Grenada    | Grenada | 0        | 2               |                 |                 |  |
|  | Giamaica   | Giamaica   |            |         |          | 2               |                 |                 |  |
|  | Guadalupa  | Guadalupa  | 0          |         |          | Finale 3º posto | Finale 3º posto | Finale 3º posto |  |
|  | Guadalupa  | Guadalupa  | 0          |         |          |                 |                 |                 |  |
|  |            |            |            |         |          |                 |                 |                 |  |
|  |            |            |            |         |          | Cuba            | Cuba            | 0 (4)           |  |
|  |            |            |            |         |          | Cuba            | Cuba            | 0 (4)           |  |
|  |            |            |            |         |          | Guadalupa       | Guadalupa       | 0 (5)           |  |

#### Semifinali
| Arbitro: | Moreno Salazar |

|                                                              |                      |                                                         |
| Colomé 14’ Linares 33’                                       | Marcatori            | 12’ (rig.) Charles 80’ Bain                             |
| Cervantes Martínez Colomé Minoso Márquez Urguelles Fernández | Tiri di rigore 5 – 6 | Modeste Rennie Bain Marshall Charles Langaigne Williams |

| Arbitro: | Aguilar |

|                          |           |  |
| Thompson 11’ Shelton 57’ | Marcatori |  |

#### Finale 3º posto
| Arbitro: | Taylor |

|                                          |                      |                                               |
| Cervantes Martínez Márquez Minoso Colomé | Tiri di rigore 4 – 5 | Nabab Hannany Vertot Antoine-Curier Lambourde |

Guadalupa e Cuba qualificate per la CONCACAF Gold Cup 2009.

#### Finale
| Arbitro: | Brizan |

|                               |           |  |
| Shelton 16’ (rig.) 70’ (rig.) | Marcatori |  |

Giamaica e Grenada qualificate per la CONCACAF Gold Cup 2009.

## Statistiche

### Classifica marcatori
5 reti
- Luton Shelton
- Kitson Bain

3 reti
- Peter Byers
- Riviere Williams
- Roberto Linares
- Errol McFarlane

2 reti
- Eric Vernan
- Ricky Charles
- Mickaël Antoine-Curier
- Alexandre Boucicaut

1 rete
- Gregory Goodridge
- Jaime Colomé
- Joel Colomé
- Reysandry Fernandez
- Yénier Márquez
- Rodolph Austin
- Demar Phillips
- O'Neil Thompson
- Andy Williams

- Marcus Julien
- Grégory Gendrey
- Lery Hannany
- Jean-Luc Lambourde
- Mickaël Niçoise
- Ednerson Raymond
- Sony Nordé
- Dwayne Leo